# Northrop T-38 Talon
Il Northrop T-38 Talon è un bimotore a getto da addestramento con capacità supersonica, prodotto dall'azienda statunitense Northrop Corporation dal 1961 al 1972.
Primo addestratore supersonico a essere realizzato, è stato anche quello prodotto in maggior quantità. Resta in servizio anche nel 2014 nelle forze aeree nel mondo, inclusa l'United States Air Force (USAF), che resta il suo maggior utilizzatore.
La sua struttura di base è stata usata per la famiglia di aerei leggeri da combattimento F-5 Freedom Fighter. Oltre che dai piloti USAF, i T-38 vengono impiegati dai piloti della NASA, da altri piloti della NATO (sotto un programma unico) e da altri utenti civili.
Verrà sostituito nell'US Air Force dal nuovo Boeing T-7 Red Hawk

## Storia del progetto
Il T-38 fu sviluppato della Northrop Corporation (dal 1994 parte della Northrop Grumman) a metà degli anni cinquanta come variante da addestramento di un progetto di un caccia leggero, indicato dall'azienda come N-156, caratterizzato dall'ala a delta in posizione alta sulla fusoliera e dall'impianto propulsivo monogetto. Il motore proposto, un General Electric J79 pesante quasi due tonnellate, avrebbe però comportato lo sviluppo di un modello costoso e dalle grandi dimensioni.
Sebbene la United States Air Force non avesse necessità di un piccolo caccia a quell'epoca, si interessò all'addestratore come sostituto del Lockheed T-33 Shooting Star che utilizzava in quel momento.
Il primo di tre prototipi (designazione ufficiale YT-38) volò il 10 marzo 1959. Questo tipo fu rapidamente adottato ed i primi esemplari di produzione furono consegnati nel 1961, entrarono ufficialmente in servizio il 17 marzo dello stesso anno, completando l'addestratore jet Cessna T-37 Tweet. Quando la produzione terminò nel 1972, furono costruiti ben 1187 T-38. Dalla sua introduzione, in una stima del 2016 fornita dal costruttore, oltre 72 000 sono piloti militari della sola USAF che hanno compiuto parte del loro addestramento su questo modello. L'USAF resta una delle poche forze armate aeronautiche che utilizza addestratori supersonici dedicati, mentre la U.S. Navy utilizza addestratori subsonici relativamente veloci, cioè i T-45 Goshawk, una versione ad hoc del noto addestratore britannico British Aerospace Hawk. Le sue prestazioni di velocità gli hanno fatto guadagnare il soprannome di razzo bianco. Nel 1962 i T-38 hanno stabilito 4 record di salita rapida.
Il T-38, con una configurazione convenzionale, viene dotato di un'ala lunga, bassa e stretta, un singolo stabilizzatore verticale e un carrello d'atterraggio triciclo. La cabina di pilotaggio del velivolo comprende due posti in tandem, uno per l'allievo pilota e uno per l'istruttore, ha anche agganci per i suoi due motori turbogetto alle radici alari.
Il modello F-5B e il modello F (che deriva anch'esso dal N-156) può essere distinto dal T-38 dalle ali. Le ali del T-38 si uniscono alla fusoliera direttamente e terminano quadrate, mentre l'F-5 possiede estensioni ai bordi frontali vicino alle radici delle ali e punti di aggancio per missili aria-aria. Sotto la vernice, l'ala del T-38 è costituita da materiali con struttura a nido d'api mentre l'ala della famiglia del F-5 è costruita con un rivestimento convenzionale sopra una struttura portante sottostante.
La maggior parte dei T-38 costruiti era della variante T-38A, ma l'USAF ha avuto anche un piccolo numero di aerei che furono convertiti per l'addestramento all'armamento. Questi aerei (nominati come AT-38B) furono dotati di organi di mira e potevano portare un pod equipaggiato con un cannone, razzi o bombe su di un pilone centrale. Nel 2003, 562 T-38 erano ancora operativi nell'USAF e vi sono tuttora programmi strutturali e di avionica che sono in funzione (T-38C) per estendere la loro vita di servizio fino al 2020. I miglioramenti includono l'aggiunta di un HUD, GPS, un Inertial Navigation System (INS) e un Traffic Collision Avoidance System (TCAS) mentre i motori installati erano i nuovi J85-5R, migliorati nelle prestazioni a basse altitudini con significativo incremento di spinta grazie ad una serie di modifiche determinate nel progetto denominato PRP (Propulsion Modernisation Program). Tutte le varianti USAF (T-38A e AT38B) sono state convertite allo standard T-38C.

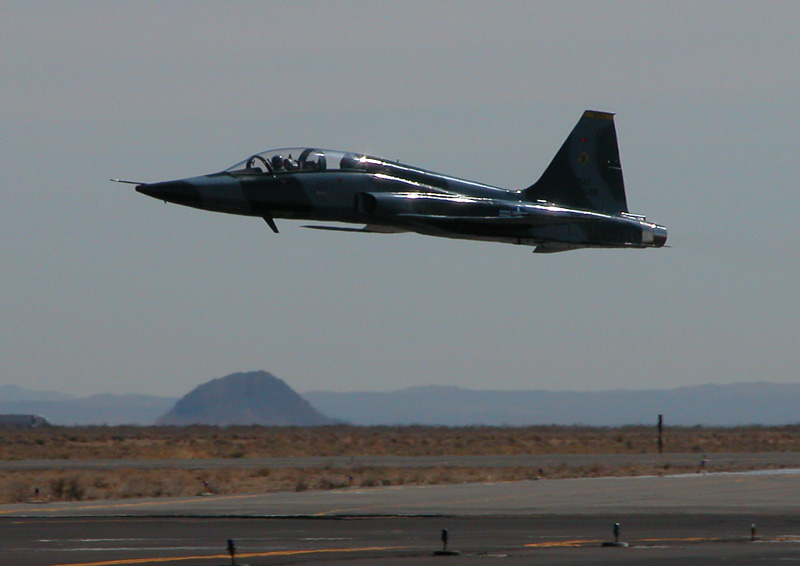
Un T-38 civile rimpiazzato con colori della Air Force che sorvola a bassa quota la pista 30 al Mojave Spaceport.

## Impiego operativo
L'USAF Strategic Air Command ha avuto i T-38 Talon in servizio dal 1981 fino al 1991.
Oltre all'USAF, altri operatori dei T-38 sono: la tedesca Luftwaffe, la Força Aérea Portuguesa, la taiwanese Chung-Hua Min-Kuo K'ung-Chün, la turca Türk Hava Kuvvetleri e la U.S. Navy. È stato anche fatto volare alla NASA e dalla Boeing, che utilizzava i tipi con un aereo guida. La NASA utilizza l'aereo anche come addestratore jet per gli astronauti; la sua flotta è principalmente ospitata al Ellington Field in Houston (Texas), sebbene vi sono stati incidenti fatali di rilievo negli anni sessanta. Ci sono anche alcuni T-38 Talon in numero minore nelle mani di privati civili.
La versione da combattimento del N-156 fu alla fine selezionata per la US Military Assistance Program (MAP) e prodotta come il F-5 Freedom Fighter. Molti di questi sono poi stati convertiti come ruolo per addestratori per l'armamento mentre varie forze aeree hanno introdotto nuovi tipi in servizio. L'F-5G fu più tardi sviluppato nel F-20 Tigershark a motore singolo.
In risposta all'embargo dell'OPEC del 1973, la pattuglia acrobatica Thunderbirds dell'U.S. Air Force adottò il T-38 Talon nel 1974 che usava molto meno carburante del F-4 Phantom (I Blue Angels scesero all'A-4 Skyhawk quasi durante lo stesso periodo). Dopo lo sfortunato incidente "Diamond Crash" che uccise quattro della squadra composta da sei piloti, il Talon fu rimpiazzato in questo ruolo dal F-16A Fighting Falcon nel 1983.

## Varianti

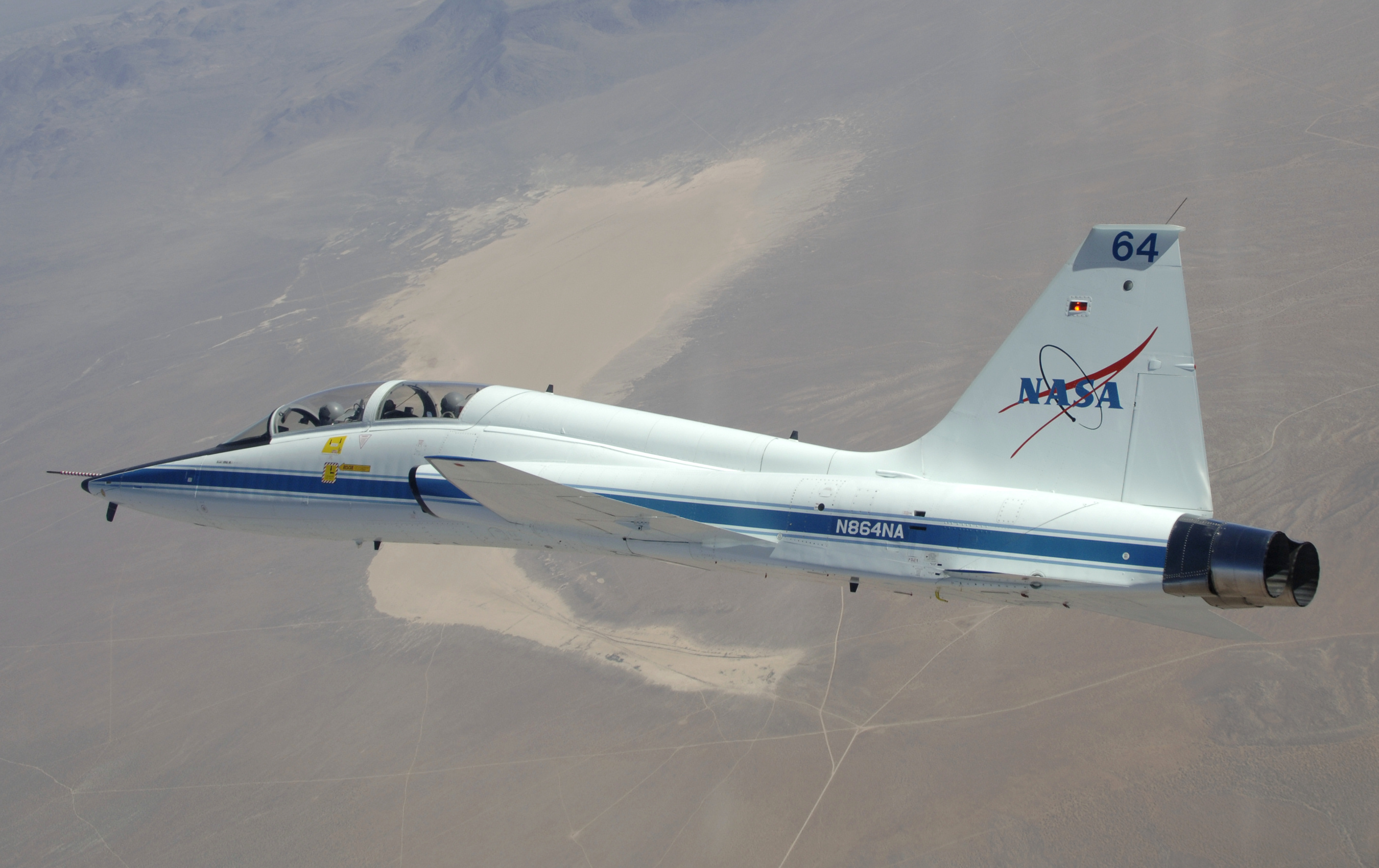
Un T-38A(N) della NASA in volo sopra Cuddeback Dry Lake, California.

- N-156T: Northrop company designazione.
- YT-38: prototipo, due costruiti, più tardi riprogettati come YT-38A
- T-38A: aereo avanzato da addestramento a due posti, modello di produzione, costruiti 1139.
- T-38A(N): versione per la NASA per l'addestramento degli astronauti.
- AT-38A: un esiguo numero di T-38A fu convertito in aerei da addestramento alle armi.
- DT-38A: un numero di T-38A U.S. Navy fu convertito in direttori per droni, cioè bersagli telecomandati.
- NT-38A: un piccolo numero di T-38A fu convertito in aerei per test e ricerca.
- QT-38A: aereo-bersaglio senza pilota.
- AT-38B: aereo da addestramento armi a due posti.
- T-38C: un T-38A con aggiornamenti strutturali e avionici.[5]

## Utilizzatori

### Militari

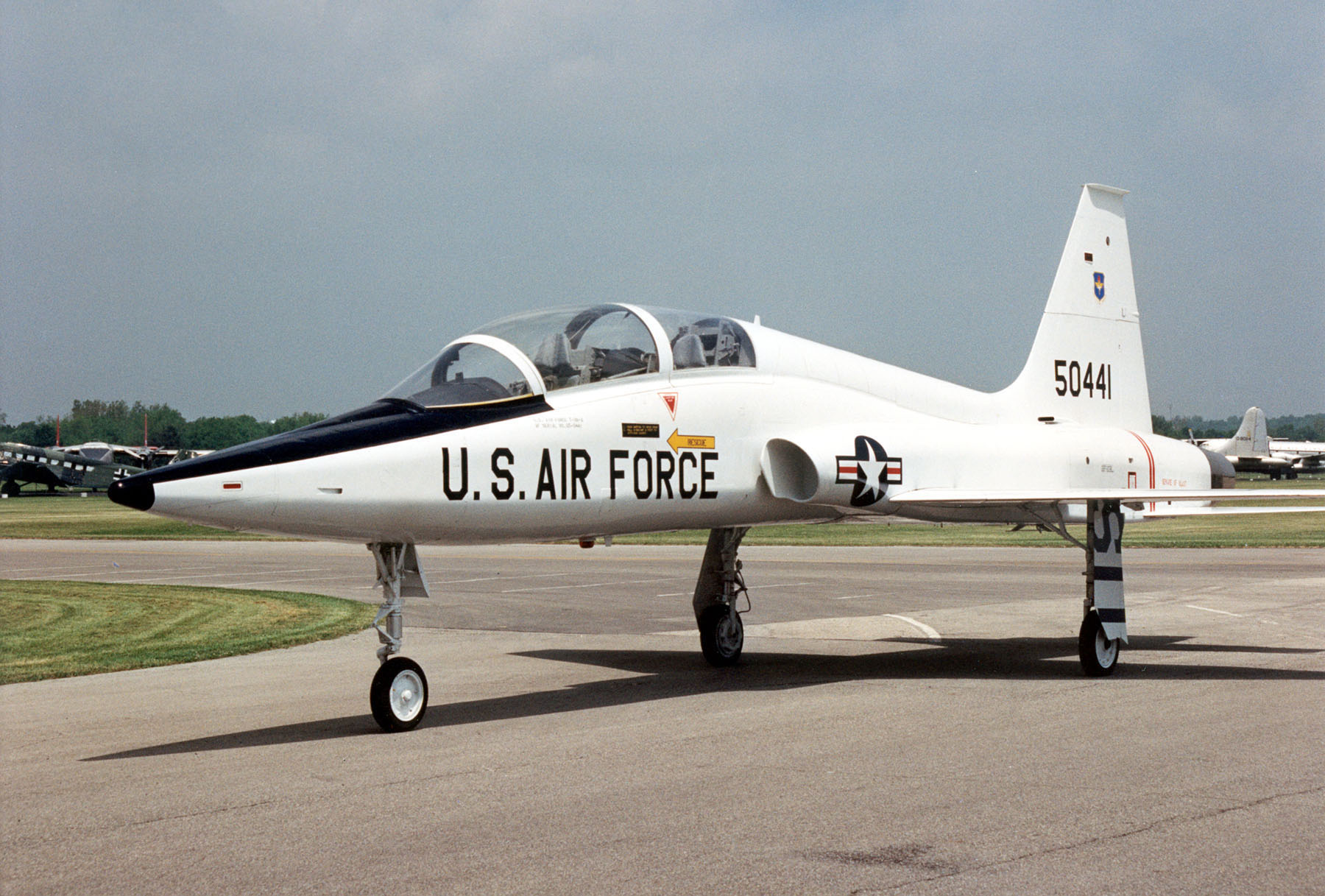
Un T-38A USAF.

Corea del Sud
- Daehan Minguk Gonggun

30 T-38A ex USAF ordinati nel 1996, consegnati a partire dal 25 marzo 1999 e ritirati alla fine del 2009.
 Germania
- Luftwaffe

 Portogallo
- Força Aérea Portuguesa

12 T-38A in servizio tra il 1976 e il 1993
 Taiwan
- Chung-Hua Min-Kuo K'ung-Chün

28 T-38A presi a noleggio dagli Stati Uniti nel 1972. Ulteriori 40 T-38A Talon furono noleggiati dagli Stati Uniti, con il primo lotto di venti addestratori che arrivò al porto di Hualien via nave il 17 marzo 1995, mentre il secondo lotto arrivò a Hualien il 28 aprile 1995. I 39 aerei restanti, furono restituiti agli Stati Uniti nel 1998.
 Turchia
- Türk Hava Kuvvetleri

55 aerei sono aggiornati, dal 2012 al 2014, allo standard T-38M dalla Turkish Aerospace Industries con avionica moderna e sistemi di sicurezza migliorati.
 Stati Uniti
- United States Air Force

453 T-38C in servizio al novembre 2017.
- United States Navy

### Governativi

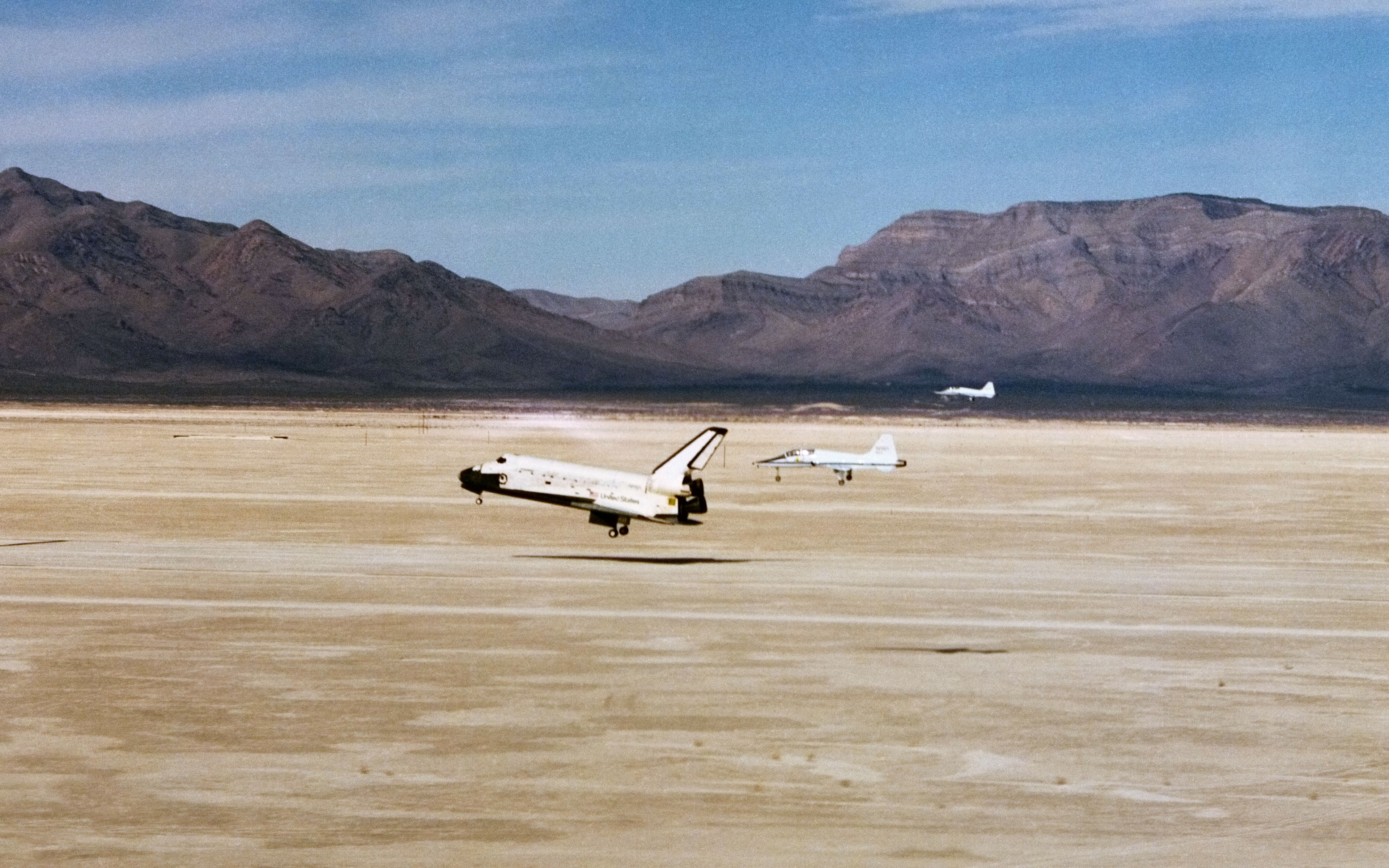
Due aerei T-38 Talon che seguono lo Space Shuttle Columbia (STS-3) mentre atterra nel Nuovo Messico.

Stati Uniti
- NASA (~32 aerei)

### Civili
Stati Uniti
- Thornton Aircraft Company (~5 aerei)
- Boeing (~1 aereo)